# Kadılıtürk, Boğazkale
Kadılıtürk là một xã thuộc huyện Boğazkale, tỉnh Çorum, Thổ Nhĩ Kỳ. Dân số thời điểm năm 2010 là 162 người.